# Joaquina Belaúnde Matossian
Rosa Joaquina Belaúnde Matossian (Boulogne-Billancourt, Francia, 30 de agosto de 1964) es una actriz franco-peruana. Sobrina del ex-presidente del Perú Fernando Belaúnde Terry y nieta del diplomático peruano Víctor Andrés Belaúnde Diez Canseco. Actualmente tiene 60 años.

## Reseña biográfica
Nació en Boulogne-Billancourt, París, Francia, hija de padre peruano y madre franco-armenia. A los tres meses de edad es llevada al Perú por sus padres. Estudió en el Colegio Franco-Peruano de Lima. Ingresó al taller de actuación del Grupo Cuatrotablas bajo la dirección de Luis Ramírez y después con Alberto Montalva del Teatro del Sol. 
En 1984 retorna a Francia por una beca y empieza a estudiar pintura en la Universidad de La Sorbona y finalmente termina ingresando a la Escuela Internacional de Mimo de Marcel Marceau en París. También hizo canto con el Teatro Aleph de Chile acompañando al francés Jacques Dutronc como única corista. Participa en teatro, cine y televisión de Francia.
A mediados del 2007, fue convocada para participar en la versión cinematográfica de la novela Un mundo para Julius del escritor peruano Alfredo Bryce Echenique.

## Cine
Largometrajes
- Tempete dans un verre d'eau
- Le Bossu (1997)
- Jaya Ganga (1998)
- Femme Fatale (2002)
- Un grain de beauté (2003)
- Le Divorce (2003)
- Mauvais gendre (2005) ... Camériste Hanna
- Cliente (2008) ... Rosanna - Una peruana rica cliente de Patrick

Cortometrajes
- Un grain de beauté
- Looking for David Lynch'
- Le grand oral
- Le 17
- Detective
- La Maison des Souvenirs
- Little Italy

## Televisión
Películas
- Cazas
- Le Tunnel
- Une Leçon Particuliere (1997)
- Mission Protection Rapprochee (1997)
- De gré ou de force (1998)
- Un Jeune Français (2000) ... Concha
- Villa Mon Rêve (2001)
- Une Ferrari pour Deux (2002)

Series
- Cas de divorce (1991) (1 episodio)
  - «Marena contre Marena» ... Lollita Scozo
- Joséphine, ange gardien (2004) (Episodio 24)
  - Un frère pour Ben

## Teatro
En el Perú
- Tránsitos

En Francia
- Malenke
- Les olympiennes
- Le purgatoire
- Connais-tu le pays bleu?
- Les jours de la commune
- La folie d'Isabelle
- Le cabaret de la dernière chance